# إريك فريدريكسون
إريك فريدريكسون (Erik Fredriksson)، من مواليد 13 فبراير 1943، حكم كرة قدم سويدي دولي سابق.
و قد أدار مباريات في ثلاث بطولات لكأس العالم، حيث أدار مباراة واحدة في كأس العالم لكرة القدم 1982 ومباراتين في كأس العالم لكرة القدم 1986 ومباراة واحدة في بطولة كأس العالم لكرة القدم 1990، وقد حكم في كأس الأمم الأوروبية لكرة القدم 1988.

## وصلات خارجية
- إريك فريدريكسون على موقع Soccerway.com (الإنجليزية)